# 海南热带雨林国家公园
海南热带雨林国家公园是一个位于中国海南岛中南部山区的国家公园，范围包括五指山、鹦哥岭、尖峰岭、霸王岭、吊罗山等5个国家级自然保护区，佳西等3个省级自然保护区，黎母山等4个国家森林公园、阿陀岭等6个省级森林公园与相关国有林场。东起万宁市南桥镇, 西至东方市板桥镇, 南至保亭黎族苗族自治县毛感乡, 北至白沙黎族自治县青松乡。该国家公园旨在更加有效保护热带雨林生态系统的原真性和完整性。2021年10月12日，海南热带雨林国家公园入选第一批国家公园。
气候属于热带海洋性季风气候, 光照充足，雨量充沛，干湿季分明，台风高发期为8-10月下旬。